# Герман Соловецки
Герман Соловецки (? - 1479, Новгород) - светитељ Руске православне цркве, оснивач Соловецког манастира (заједно са монахом Зосимом и Савватијем). Помен се врши (по јулијанском календару) 30. јула (стицање моштију) и 8. августа (пренос моштију).

## Биографија
Рођен у граду Тотма (Новгородска република), није стекао образовање. Према житију Саватија Соловецког, Херман је био етнички Карелац („овакав народ Корела“).
Године 1428, заједно са рибарима, отишао је на обалу Помераније, посетио острво Соловецки, а затим се настанио у капели на реци Виг. Упознавши Саватија, монаха Валаамског манастира, Герман се преселио са њим на Соловецко острво. Заједно су изградили келију у којој су живели око шест година. Године 1435. Герман је отишао у Оњегу по залихе, у његовом одсуству Саватије је умро. После неког времена, Герману се придружио млади пустињак Зосима, који је саградио себи келију на пола версте од Германове келије. Постепено су им се придружили и други пустињаци и основан је Соловецки манастир.
Године 1479. игуман Арсеније је послао Германа у Новгород ради манастира, где је умро у манастиру Антонија Римског.
Године 1690. архиепископ Холмогорски Атанасије (Лубимов) је, на молбу соловецких монаха, благословио „старца пустињског светог Германа за његове вишегодишње посне трудове да има и поштује као светитеља Божијег... оба . .. славити и стварати химне са целоноћним певањем по повељи за њега – старца Германа“. Патријарх московски Јоаким је повељом 1692. године установио локално поштовање Светог Германа. За опште црквено поштовање, име Германа је укључено у Сабору Новгородских светаца (1831), Сабору Карелских светаца (1974) и Сабору Соловецких светаца (1993).

## Судбина моштију Германа Соловецког
Хтели су да однесу тело монаха у Соловке, али је због пролећног отопљења сахрањено у близини капеле у селу Хавронина на реци Свир. Године 1484, под игуманом Исаијом, Германове мошти су пренете у Соловецки манастир. Постављене су на десној страни олтара Никољске цркве манастира, поред моштију Светог Саватија.
Након затварања манастира и стварања Соловецког логора у њему, мошти Германа, Зосиме и Савватија су заплењене и враћене верницима тек 1990. године. До 1992. године чували су се у Тројичком саборном храму Александро-Невске лавре, ао у августу су, приликом посете Соловки патријарха Алексија II, враћени у манастир.